# Кастилия
Касти́лия (исп. Castilla) — исторический регион в Испании, который состоит из двух исторических областей: Старой Кастилии в северо-западной Испании, и Новой Кастилии в центре страны.
Изначально Кастилия как исторический регион располагалась в нижней части Кантабрийской горной гряды, по направлению на восток от королевства Астурия и на перекрестье дорог между плоскогорьем, Пиренеями и северо-западом полуострова. Несмотря на то, что в этом регионе смешались народы самого разного происхождения, кажется, доминирующими были баски, которые почти не подверглись явлению романизации. Может поэтому они сохранили свои архаичные социально-экономические структуры, успешно противостоя сначала вестготам, а потом и мусульманам. На протяжении царствования Альфонсо I (739—757) на южной границе королевства были построены многочисленные оборонительные крепости, откуда и происходит название Кастилия, упомянутое первый раз в IX веке. С этого времени эволюция Кастилии была связана с процессом Реконкисты, а когда вскоре был занят правый берег реки Эбро, — кастильцы начали активно осваивать долину р. Дуэро.
Ранее восточная область королевства Леон, Кастилия в XI веке становится независимым государством со столицей в Бургосе, а позднее в Вальядолиде, и ведущей силой в 400-летней Реконкисте северноиберийских христианских государств против мусульманского правления, доминировавшего на полуострове с VIII века.
Захват Толедо в 1085 году добавил Новую Кастилию к территориям короны, и битва при Лас-Навас-де-Толоса (1212) ознаменовала потерю мусульманами большей части Юга. Леон объединился с Кастилией в 1230 году Последующие десятилетия принесли завоевание Кордовы (1236), Мурсии (1243) и Севильи (1248).
Династическое объединение королевств Кастилии и Арагона в 1469 году, когда Фердинанд Арагонский женился на Изабелле I Кастильской, привело к формальному созданию Испании как единого государства в 1516 году. Территория, традиционно считавшаяся кастильской, сейчас административно поделена на Испанские автономные сообщества Кастилия-Леон, Кастилия-Ла-Манча, Риоха и Мадрид.
Кастильский стал основным языком Испании — известный многим, кто говорит на нём, как кастейано (исп. el castellano) или просто испанский язык.